# 悟空敬念
悟空敬念（ごくう けいねん）は、鎌倉時代中期の臨済宗の僧。

## 経歴・人物
はじめ円爾に師事し、南宋に渡る。無準師範に学び、師範の弟子の妙見道祐の法を嗣ぐ。帰国後、東巌慧安に招かれ、京都福田庵を開山する。晩年は生地の筑前に戻る。